# 鉄道連隊演習線
鉄道連隊演習線（てつどうれんたいえんしゅうせん）とは日本陸軍の鉄道連隊が演習用に敷設した千葉県内の鉄道路線。本項ではその跡地を利用した陸上自衛隊第101建設隊演習線についても記述する。

## 歴史
明治維新で帝国陸軍が創設され、幕府軍馬牧場跡の習志野に陸軍騎兵連隊（後・騎兵旅団）、佐倉藩砲術演習場跡の四街道に陸軍砲兵学校が設置された。付近には習志野原と下志津原の広大な演習場も設置され、両者とも千葉県内の郊外だが東京に近く、後に鉄道隊も千葉県内に誘致されることになる。明治終盤に、国策で当時の私鉄が国有化され、同時期に都内の陸軍鉄道大隊が鉄道連隊（後・鉄道第一連隊）に昇格が発令された。鉄道連隊は津田沼経由で千葉に駐屯し、連隊の第三大隊は津田沼に留まり分駐し、それぞれ材料工廠と作業場も設置された。部隊自身の鉄道設備運搬と保管や、部隊の平時における訓練と技術伝承のため、千葉県内に軽便鉄道の軌道を構築したのが鉄道連隊の演習線である。
明治終盤に鉄道連隊が本拠千葉と分駐津田沼間に習志野線を構築し、その支線として千葉と四街道間に下志津線を構築し運用した。大正時代になると、鉄道連隊が野戦鉄道の急速構築訓練目的の大演習を行い、下志津線の延長に後述する八街経由で三里塚まで大演習線を敷設した。また昭和初期には、津田沼の鉄道連隊第三大隊から昇格した鉄道第二連隊が、本拠津田沼と松戸に新設された工兵学校間に松戸線を構築し運用した。第二次世界大戦前の演習線は、両連隊とも訓練も兼ねて演習線に定期便を運用し、沿線軍事施設間の人員貨物輸送を行い新たな施設の創設にも貢献した。第二次世界大戦で鉄道隊と機材が大陸出征すると、留守隊では演習線の運用がなくなったとも伝えられ、敗戦で陸海軍と共に鉄道隊と演習線も廃止された。
軽便鉄道を演習線の主力としたのは、狭軌以上の既存常設路線の終端から、以下の内容で路線の戦時急速構築と運用管理の訓練を考慮したことによる。最大勾配1/40で最小半径60mの運用を可能とする急速展開用機材として、ドイツ製の軌間600mmの双合機関車とその軌道の軌匡が選定された。鉄道連隊では、軽便鉄道の輸送効率限界を180kmとし、4個大隊で構築と運用を想定して、各大隊1運転区45kmを目標にしたとされる。その各大隊1運転区45kmの構築と運用は、平時には1個大隊の定員4個中隊、戦時には1個大隊の定員2個中隊によって行う構想であった。但し、有事と平時では予算人員や土地収用の運用条件が異なるため、常設演習線は1運転区を1個大隊ではなく、後述する2個連隊で構築と運用を行った。
前述の常設演習線は、鉄道第一連隊が鉄道連隊の当時にその配下の3個大隊で、〈習志野線〉＋〈下志津線〉＝24.0kmの構築と運用を行った。鉄道連隊の第三大隊から昇格後の鉄道第二連隊がその配下の2個大隊で、〈松戸線〉＝28.5kmの構築と運用を行った。両本支線合計で52.5kmとなり、常設の演習線は最終的に2個連隊の計4個大隊、延べでは5個大隊で45km以上を構築し運用を行ったことになる。なお前述の常設線ではない臨時の大演習線では、鉄道連隊の当時に3個大隊で〈四街道－三里塚間〉＝45km以上の構築と運用を行っている。

また、鉄道隊では急速展開用の軽便鉄道だけでなく、大陸の既存常設路線の規格である狭軌と標準軌と広軌の軌道訓練も行われていた。これら軽便鉄道以外の訓練軌道は、2個連隊の本拠である千葉と津田沼のそれぞれの作業場にあり、習志野線と松戸線の一部区間にも併設したとされる。この他に演習線ではないが、関東大震災時に鉄道の災害復旧と運転代行や、平時の技術訓練のために各地の私鉄の軌道敷設を引き受けて実施した。

## 路線

### 習志野線
当初の鉄道大隊習志野派遣隊が構築した津田沼－習志野原演習場間と、鉄道大隊から昇格後の鉄道連隊が構築した千葉－習志野原演習場間からなる路線。1911年（明治44年）完成。但し、津田沼から三山経由で高津までは、初期の旧軌道が廃止されて異なるルートが最終軌道となっていた。支線として、前記の廃止された旧軌道と、兵器廠支線と下志津線と花島迂回線と千葉周回線がある。なお、昇格や改組による連隊大隊の編成や移転は、発令から組織定員充足や移転完了までに時がかかるため、年号は資料により異なる場合もある。但し書きのない限り、改組や移転と造成や敷設の年号は、書籍の年表かサイトの年表とサイトの資料か資料によるものとする（以下同様）。
- 路線
  - 千葉-津田沼（16.7km）
- 担当
  - 主務：鉄道連隊〈千葉〉、（旧・鉄道大隊〈中野〉が昇格転営、後・鉄道第一連隊に改称）、 参考： 昇格、1907年〈明治40年〉
  - 共同：鉄道連隊分駐第三大隊〈津田沼〉、（後・鉄道第二連隊に昇格）、 参考： 分駐、1908年〈明治41年〉
- 本線
  - 軍用千葉駅－軍用津田沼駅
- 施工
  - 軍用津田沼駅－旧・三山駅（1906年〈明治39年〉） －旧・鉄道大隊習志野派遣隊
  - 軍用千葉駅－旧・三山駅（1908年〈明治41年〉〜1909年〈明治42年〉） －鉄道連隊、同連隊分駐第三大隊
  - 軍用津田沼駅－三山駅－高津駅（1909年〈明治42）年頃〜1911年〈明治44年〉頃） －鉄道連隊、同連隊分駐第三大隊

- 運用
  - 鉄道連隊、同連隊分駐第三大隊（常設線の定期便）
- 支線
  - 旧・三山駅－高津駅迂回線
  - 旧・三山駅－薬園台廠舎
  - 作草部分岐－兵器廠千葉支廠
  - 作草部分岐－四街道〈後出：下志津線〉
  - 花島迂回線
  - 千葉周回線
- 沿線
  - 演習線構築と定期便運用時の人員貨物需要や創設で関係した陸軍施設
  - 順序は軍用千葉駅から津田沼駅
    - 交通兵旅団司令部（後・千葉連隊区司令部）　現・関東財務局千葉財務事務所
    - 鉄道連隊〈営〉（後・鉄道第一連隊〈営〉）　現・椿森公園、他
    - 鉄道連隊〈作業場範囲〉　現・千葉公園、他
    - 鉄道連隊〈材料工廠範囲〉（戦後・国鉄レールセンター）　現・千葉経済大学、他
    - 兵器廠千葉支廠　現・千葉市立轟町中学校、他
    - 気球連隊〈営〉　現・千葉県計量検定所、他
    - 歩兵学校　現・千葉県中央児童相談所、他
    - 戦車学校　現・国立放射線医学総合研究所、他
    - 高射学校　現・千葉県立千葉女子高等学校、他
    - 六方野原演習場　現・千葉県総合スポーツセンター、他
    - 三角原演習場　現・東関東自動車道千葉北IC、他
    - 高津廠舎（旧・捕虜収容所）　現・習志野市立習志野高等学校、他
    - 習志野原演習場〈南側範囲〉　現・習志野工業団地、他
    - 騎兵第二旅団〈営〉（後・習志野学校）　現・東邦高等学校、他
    - 騎兵第一旅団〈営〉（後・戦車連隊〈営〉）　現・日本大学、他
    - 鉄道連隊第三大隊〈営〉（後・鉄道第二連隊〈営〉）　現・千葉工業大学、他
    - 鉄道連隊第三大隊〈作業場範囲〉　現・習志野郵便局、他
    - 鉄道連隊第三大隊〈材料工廠範囲〉　現・新京成電鉄新津田沼駅、他

- 備考
  - 元々の演習線構築の目的は、大量の鉄道機材や資材の保管場所として習志野原演習場と千葉を選定したことによるとされている[9]。敗戦により残存していた演習線は全て廃止された（以下同様）。
  - 1960年（昭和35年）に、津田沼－高津駅間が陸上自衛隊101建設隊の演習線として復活したが、6年後に隊と共に廃止され戦後の演習線敷地は、全般的にほぼ道路等に転用された。
  - 津田沼の鉄道連隊第三大隊〈営〉（後・鉄道第二連隊〈営〉）の営門は、跡地に存在する千葉工業大学の通用門として現存する[10]。

### 下志津線
習志野線の本線開通後に四街道の砲兵学校と演習場向けに開設した支線。1911年完成。後に砲兵連隊の転入と下志津飛行場開設時に下志津飛行場-軍用四街道駅が部分廃止されている。この下志津線の延長に、後の下志津飛行場付近から八街や三里塚まで、常設でなく訓練終了後は廃止した後述する大演習線45kmが存在した。
- 路線
  - 千葉－四街道（7.3km）
- 施工
  - 鉄道連隊、同連隊分駐第三大隊、 時期： 1911年（明治44年）
- 運用
  - 鉄道連隊、同連隊分駐第三大隊（常設線の定期便）
- 沿線
  - 演習線構築と定期便運用時の人員貨物需要や創設で関係した陸軍施設
  - 順序は作草部分岐から軍用四街道駅
    - 気球連隊〈営〉　現・千葉県計量検定所、他
    - 歩兵学校　現・千葉県中央児童相談所、他
    - 六方野原演習場　現・千葉県総合スポーツセンター、他
    - 下志津飛行場〈管理施設範囲〉　現・陸上自衛隊下志津駐屯地
    - 下志津飛行場〈滑走帯範囲〉 　現・下志津工業団地、他
    - 砲兵連隊〈営〉　現・愛国学園大学、他
    - 野戦砲兵学校　現・四街道中央公園、他
    - 下志津原演習場　現・住宅地

### 大演習線
下志津線の概要欄で前述した大演習線で、軽便鉄道の戦術的運用目標である路線長45kmの急速構築運用を実現する訓練をした構築とされる。下志津線の延伸にあたるこの軌道は、1913年（大正2年）に行われた鉄道連隊大演習時の臨時敷設軌道で、軍用軌道としてはすぐ翌年の1914年（大正3年）に廃止された。四街道－八街は演習終了後にすぐ撤去されたため存在は短期間で、空中写真は存在しないうえ官製地図にも記載されず、軌道の位置が不明である。八街－三里塚は払下げ後に県営鉄道の八街線として運用されたが、後に八街飛行場を新設時の昭和14年に航空機運用障害防止のため廃止されている。
- 路線
  - 四街道－三里塚（45km以上）
- 施工
  - 1913年（大正02年）（鉄道連隊、同連隊分駐第三大隊）
- 運用
  - 鉄道連隊、同連隊分駐第三大隊（演習時の臨時便）
- 沿線
  - 演習線構築と臨時便運用時の人員貨物需要や創設で関係した陸軍施設
  - 順序は下志津線から軍用三里塚駅
    - 下志津飛行場〈管理施設範囲〉　現・陸上自衛隊下志津駐屯地
    - 八街飛行場（演習線廃止後の県営鉄道時）　現・住宅地
    - 鉄道連隊分駐第三大隊〈営〉（三里塚に臨時分駐時）　現・住宅地
- 備考
  - 三里塚に臨時分駐当時の鉄道連隊第三大隊〈営〉の営門は、後年に三里塚小学校に移設され現存する。

### 松戸線
工兵学校が先に構築した工兵学校－八柱演習場間と、鉄道連隊第三大隊から昇格の鉄道第二連隊が構築した津田沼－八柱演習場間からなる路線。1932年（昭和7年）完成、1945年（昭和20年）廃止。習志野線同様に日常の物資運搬と兵員輸送用に定期便の運用が行われたとされ、この松戸線では工兵学校への機材資材搬入も行われていたとされる。支線として、工兵学校と鉄道第二連隊が構築した胡録台分岐－中の兵駅と、工兵学校が構築した中の兵駅－浅間台と中の兵駅－矢切の手押軽便線がある。
- 路線
  - 津田沼－松戸（28.5km）
- 担当
  - 主務： 鉄道第二連隊〈津田沼〉、（旧・鉄道連隊分駐第三大隊が昇格）、 参考： 昇格、1918年（大正7年）
  - 共同： 工兵学校〈松戸〉、 参考： 創設、1919年（大正8年）
- 本線
  - 軍用津田沼駅－工兵学校
- 施工
  - 工兵学校－八柱演習場（1924年〈大正13年〉） －工兵学校
  - 軍用津田沼駅－八柱演習場（1927年〈昭和2年〉頃〜1932年〈昭和7年〉頃） －鉄道第二連隊
- 運用
  - 鉄道第二連隊（常設線の定期便）
- 支線
  - 胡録台分岐－中の兵駅
  - 中の兵駅－浅間台〈手押軽便路線〉 （浅間台は鉄道省線常磐線引込線の所在）
  - 中の兵駅－矢切〈手押軽便路線〉
- 沿線
  - 演習線構築と定期便運用時の人員貨物需要や創設で関係した陸軍施設
  - 順序は軍用津田沼駅から工兵学校駅
    - 鉄道第二連隊〈営〉（旧・鉄道連隊第三大隊〈営〉）　現・千葉工業大学、他
    - 鉄道第二連隊〈作業場範囲〉　現・習志野郵便局、他
    - 鉄道第二連隊〈材料工廠範囲〉　現・新京成電鉄新津田沼駅、他
    - 騎兵学校（戦後・GHQ接収米陸軍第七騎兵連隊駐屯地）　現・陸上自衛隊習志野駐屯地
    - 薬園台廠舎　現・千葉県立薬園台高等学校、他
    - 習志野原演習場〈中央範囲〉　現・陸上自衛隊習志野演習場、他
    - 習志野原演習場〈北側範囲〉　現・習志野台団地、他
    - 無線送信所　現・船橋市立三咲小学校
    - 藤ヶ谷飛行場（戦後・GHQ接収米陸軍航空軍白井基地－在日米空軍白井基地）　現・海上自衛隊下総航空基地
    - 松戸飛行場〈管理施設範囲〉（旧・逓信省高等航空機乗員養成所）　現・陸上自衛隊松戸駐屯地、他
    - 松戸飛行場〈滑走帯範囲〉　現・松飛台工業団地、他
    - 八柱演習場　現・稔台工業団地、他
    - 胡録台作業場　現・住宅地
    - 工兵学校　現・松戸中央公園、他
    - 江戸川作業場〈架橋演習場〉　現・松戸市立中部小学校、他

- 備考
  - 松戸線は軌道の湾曲が多く、目標路線長45kmを満たす軌道とするための意図的な迂回とされるが[13]、松戸線単独では28.5kmである。松戸線は戦時想定で構築訓練用の軌道が多く、低湿地や急勾配の回避と既存鉄道や道路の交差対策と橋梁構築等で、急旋回や迂回の軌道が多数存在した。
  - 一部区間には訓練用の1067mmと1425mmの両用軌道が存在したとされるが、定期便も運用された全通軌道は600mmの軽便鉄道である。
  - 上記一部区間の両用軌道や後出する工兵学校から矢切への工兵学校支線は、演習時のみ設置や敷設と撤去を繰り返した非常設軌道ともされている。
  - 戦後の本線軌道一部の鎌ヶ谷付近には、陸軍藤ヶ谷飛行場造成とGHQ接収で米陸軍航空軍白井基地へ改修時に、支線接続で運用した形跡がある。その藤ヶ谷飛行場造成時の支線としては、東武野田線への接続線である南向きの軌道が認められる。白井基地（現・下総基地）へ改修時の支線は、白井基地内への接続線である東向きで、東武野田線と低湿地を立体交差した軌道が認められる[14]。
  - その後に本線軌道の大部分は京成電鉄の取得により新京成電鉄が開業し[15]、大きく迂回していた部分の短絡等による廃止部分は道路等に転用された。
  - 本線終点にあたる駅は工兵学校の東側に存在したが、南側の工兵学校正門は跡地にある松戸中央公園の門として現存する。同じ陸軍施設の鉄道連隊第三大隊営門とほぼ同様の造りである。

- 注記
  - 中の兵駅－矢切の軌道は、常設でなく工兵学校が演習時の敷設のみで撤去したとされ、記録はあっても官製地図や空中写真で確認はできない。この工兵学校支線は文献に記載の記録でも、矢切側の終点位置が上矢切か中矢切[15]と下矢切[16]の両者が存在し、軌道位置はやはり不明確である。
  - 松戸線の大橋側にある胡録台分岐－中の兵駅（陣ヶ前）は、津田沼側からの距離は工兵学校側より長いが、後から低地の矢切や常磐線引込線への接続支線。昭和9年までに陣ヶ前の軌道も完成し演習時に千葉－津田沼－松戸45kmを走ったとされるが、大橋側（陣ヶ前）が本線終点であることまで意味してはいない。中の兵駅があった大橋を軍用軌道の終点と書いた資料もあるが[16]、その大橋から矢切の軌道は手押軽便（工兵）で、大橋は手押支線と動力支線の終点である[17]。
  - 後年に測量の地形地図により、大橋から矢切や常磐線引込線への間で現在の柿ノ木台公園付近は、実際に機関運用が不可能な急勾配があったことが判明している[18]。
  - また国土地理院公開の官製地図や空中写真により、当時の大橋（又は陣ヶ前）には、中の兵駅以外に陸軍も民間も施設や建物が全くなかったことが判明している[19]。
  - 松戸線は大正7年にほぼ完成と記載の碑文もあるが[20]、本線終点である地は同年はまだ松戸競馬場で、工兵学校は大正8年新設であることが判明している[21]。
  - 松戸側の工兵学校－八柱演習場間の軌道敷設は大正13年の施工であり、津田沼側の津田沼－八柱演習場間の施工は昭和2年以降であることも判明している[22]。
  - 手押支線は松戸電車区引込線を立体交差で乗り越えていないことも当時の写真から判明。
  - 中の兵駅の跡地は国鉄の宿舎（現在はJR東海の従業員宿舎となっている）、手押支線の終点は千葉県に譲渡され、県立矢切高校（現在の県立矢切養護学校）とされている。

## 跡地の利用

### 松戸線
松戸線の大部分は1947年（昭和22年）に後の新京成電鉄新京成線、現在の京成電鉄松戸線の線路に転用された。第二次世界大戦終戦後、跡地の一部を民間に転用するにあたり、京成電鉄と後の西武鉄道がともにGHQに跡地の利用を申請し争奪戦が起こった。しかし1946年には近辺の京成電鉄に使用許可が下り、新京成電鉄として敷設を引き受けることになった。その代わり、蒸気機関車や貨車、線路等の資材が西武に引き渡され、新宿線高田馬場駅 - 西武新宿駅間の免許が与えられたことになったと伝えられている。この際西武鉄道に資材が引き渡されたことから、戦後の資材不足と相まって新京成線の全通は1955年と大きく遅れることとなる。

### 習志野線
習志野線の一部津田沼駅寄りは戦後、大久保地区の住民から日本国有鉄道（国鉄）の路線として転用する要望があがったものの、結局陸上自衛隊の鉄道部隊である第101建設隊の演習路線に転用された。その後、船橋市内にある一部の路盤を現在でも防衛省が保有しているほか、習志野市内では道路に並行する遊歩道に転用されている。この遊歩道は「習志野市ハミングロード」として整備されている。また印旛沼排水工事に際して、千葉郡柏井付近の山を崩して水路を掘り、大和田排水機場から東京湾側の花見川へ印旛沼の水を逆流させる工事で、現花見川大橋の位置から千葉公園方面へ土砂を運搬する鉄道として使用された。千葉市内の路盤跡地は穴川十字路付近より西側はおおむね道路として痕跡が残っていて花見川団地を貫いて習志野市の遊歩道に続いている。そこは勾配が一般の地方道より心持ち緩やかで鉄道時代の雰囲気を伝えている。なお、同所から花見川左岸を総武線鉄橋北の泥水ピットまで掘削土砂を運搬して幕張海岸を埋め立てる鉄道も総武線車窓から見えて知られていたが、これは工事用鉄道。全線が埋め立て地海岸からのサイクリング道路の一部として残っている。
遺構の一つである旧鉄道連隊材料廠煉瓦建築（煉瓦棟）は千葉県有形文化財建造物に指定されている。この材料廠は1908年（明治41年）に建てられた。戦後、大蔵省（現財務省）に引き継がれ、国鉄のレールセンターになっていた（千葉駅からは専用線に転用されたが1984年（昭和59年）廃止）。1985年（昭和60年）に千葉経済大学に払い下げられ同大学の敷地内にあるが、建築基準法の制限により、校舎として再利用することはできず歴史的建造物として保存されている（1989年に千葉県有形文化財建造物に指定）。
鉄道第一連隊の作業場は、現在千葉公園となっており、公園内に橋脚や訓練用トンネル外殻が現存している。

#### ハミングロードへの転用
前述の通り、習志野市内では遊歩道に転用された区間があり、「ハミングロード」を構成する「マラソン道路」「サイクリング道路」「鷺沼台遊歩道」にそれぞれ整備されている。3つの区間ごとに名称があるが、いずれも途切れることなく連続的に整備されている。また途中、船橋市を通過する区間があるが、これも同様に整備されている。この区間は演習戦時代の津田沼駅から大久保駅、三山駅を経て高津駅に至る区間、現在の市道00-009号線、市道06-017号線にあたる区間である。
この区間は戦後の1952年（昭和27年）ごろ大久保地区の地元住民有志が軌道敷地に桜を植えるにあたり、地元で出資して千本桜の構想を打ち立て役場に陳情した。その後1959年（昭和34年）、市は国に対して払い下げを申請し、再三協議を重ねた。その結果1968年（昭和43年）に正式に国から借り受ける契約を交わした。
この「ハミングロード」のネーミングの由来は、1976年（昭和51年）6月に歩行者専用道として愛称を募集し、同年11月に決定した。選考理由は「自然にハミングしたくなるような楽しい道と、歩く人のはずむ心が表現されている、明るく、呼びやすい名である」こと。